# Elytrimitatrix charpentierae
Elytrimitatrix charpentierae es una especie de escarabajo longicornio del género Elytrimitatrix, familia Cerambycidae, orden Coleoptera. Fue descrita científicamente por Le Tirant & Santos-Silva en 2014.

## Descripción
Mide 7,7-9,5 milímetros de longitud.

## Distribución
Se distribuye por Perú.